# Аудега (Південно-Західна Фрисландія)
Аудега (нід. Oudega) — село в нідерландській провінції Фрисландія. Входить до муніципалітету Південно-Західна Фрисландія.
Перша згадка про населений пункт датується 1245 роком.

## Галерея

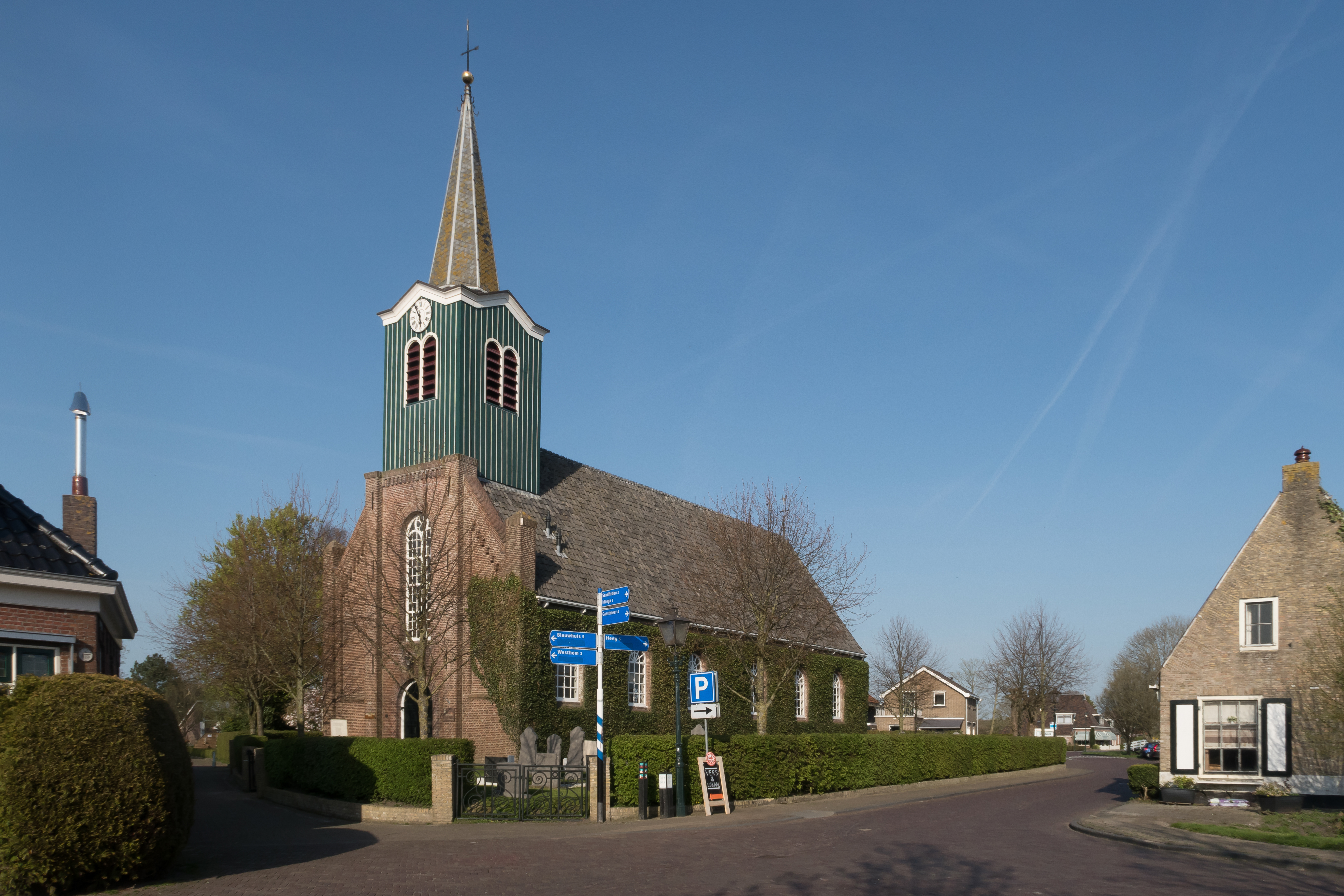
Церква в Аудезі
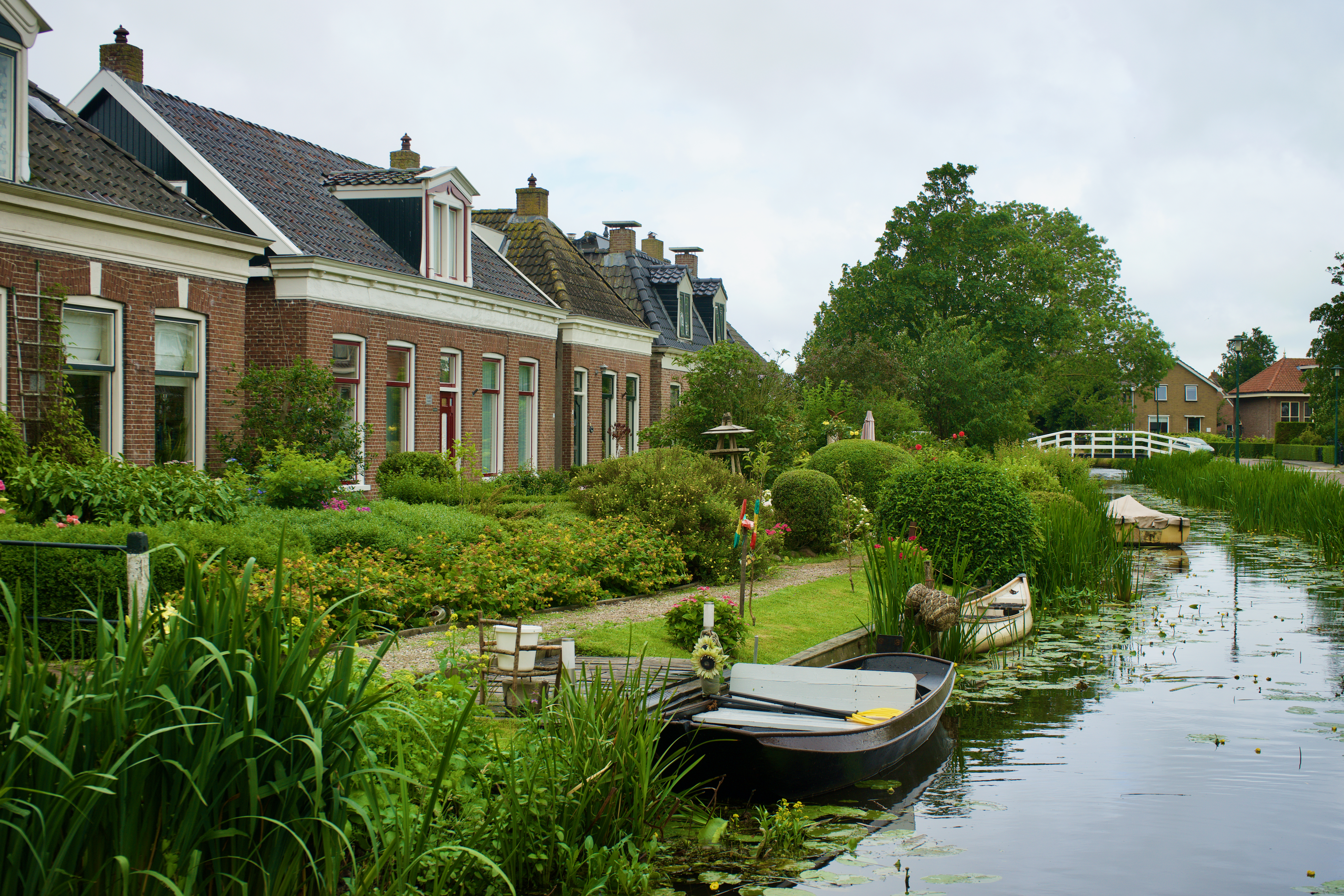
Вид вздовж каналу
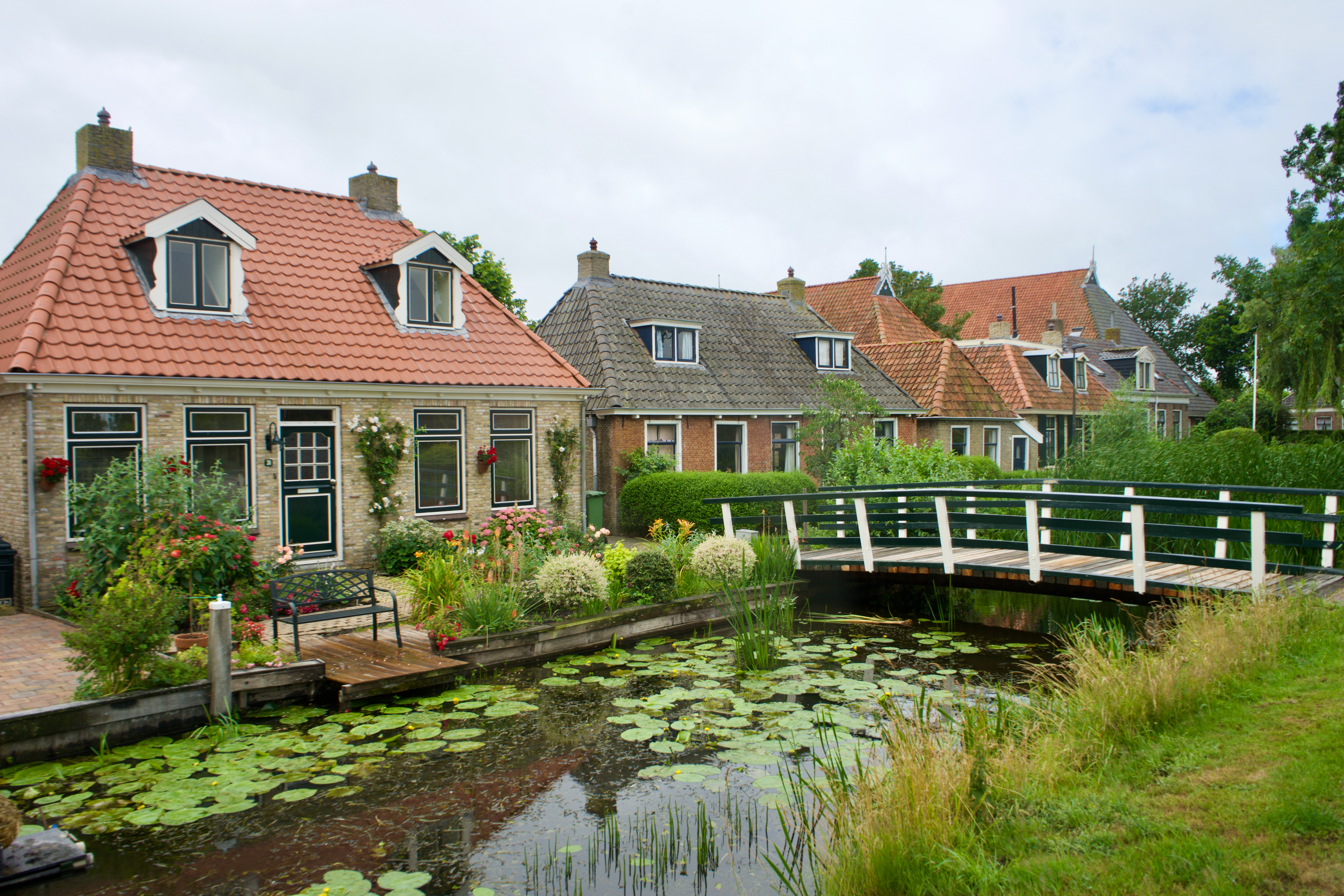
Будинки в селі